# Deutsche Vertriebsgesellschaft für Russische Oel-Produkte

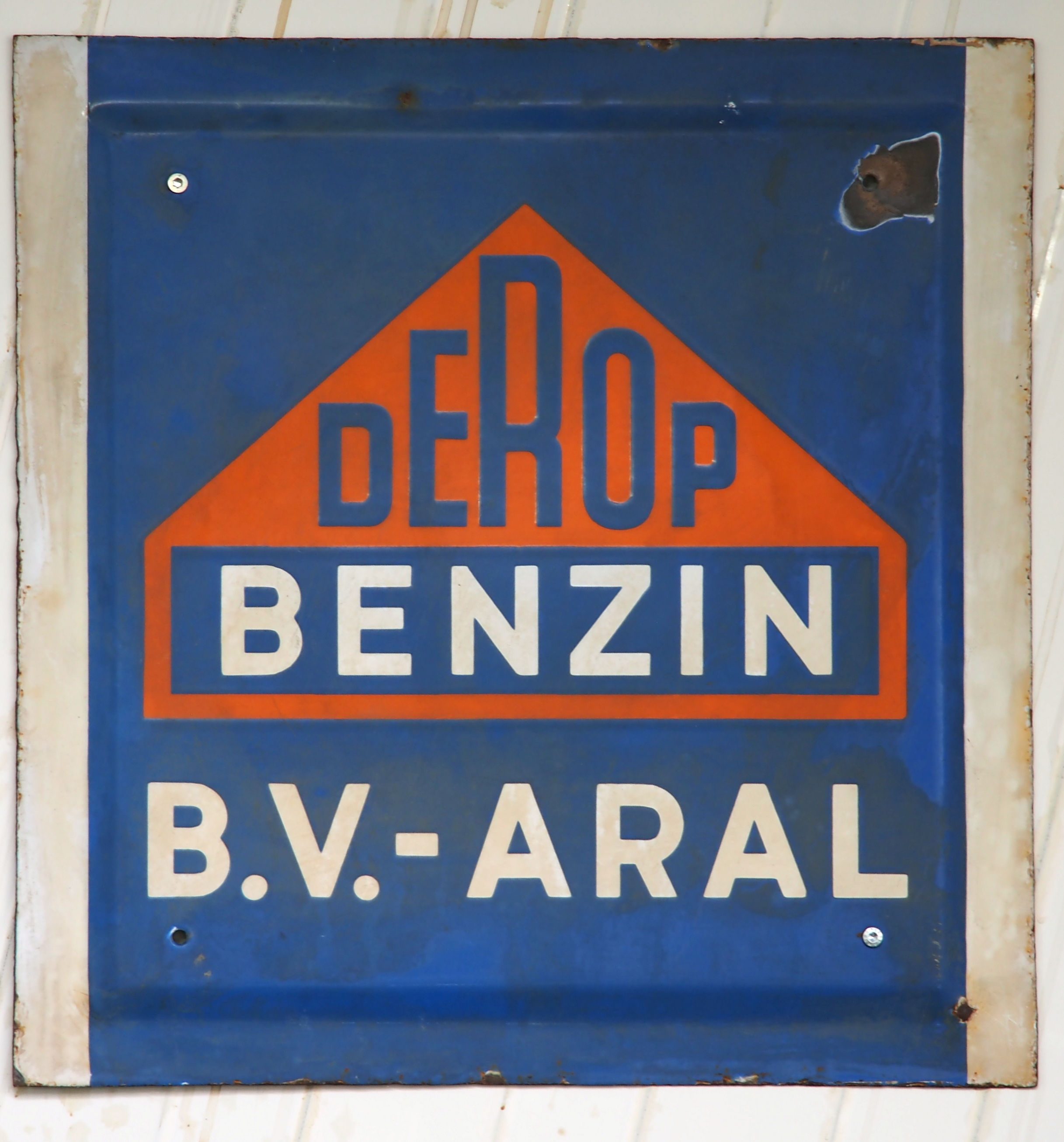
Derop Benzin Werbeschild

Die Deutsche Vertriebsgesellschaft für Russische Oel-Produkte A.-G. (DEROP) war ein deutsches Mineralölunternehmen mit eigener Tankstellenkette in den frühen 1930er-Jahren.
Das Unternehmen wurde im Dezember 1927 von der Deutsch-Russischen Naphtha-GmbH (Derunapht) und der österreichischen „Gallia“ Mineralöl-Produkte-Vertriebs-Gesellschaft AG mit einem Startkapital von sieben Millionen Reichsmark gegründet. Zweck war der Kleinhandelsvertrieb von Mineralölprodukten aus der Sowjetunion, vor allem Benzin, in Deutschland. 1928 erfolgte die Fusion mit der Erdöl-Industrie AG (Eriag) in Berlin, die über das benötigte Zapfstellennetz verfügte. Die Derop verkaufte später an ca. 2.000 Tankstellen in ganz Deutschland Mineralölprodukte aus der Sowjetunion. 1935 übernahm der Benzol-Verband (später „Aral“) die Zapfstellen der Derop AG, die ihn vorher schon mit russischem Benzin beliefert hatte.